# Ondřejov (kraj Wysoczyna)
Ondřejov – gmina w Czechach, w powiecie Pelhřimov, w kraju Wysoczyna. 1 stycznia 2014 liczyła 145 mieszkańców.